# Мохнацька сільська рада (Чорнобаївський район)
Мо́хнацька сільська́ ра́да — адміністративно-територіальна одиниця та орган місцевого самоврядування в Чорнобаївському районі Черкаської області. Адміністративний центр — село Мохнач.

## Загальні відомості
- Населення ради: 396 осіб (станом на 2001 рік)

## Населені пункти
Сільській раді підпорядковані населені пункти:
- с. Мохнач
- с. Старий Мохнач

## Склад ради
Рада складається з 12 депутатів та голови.
- Голова ради: Плахота Юрій Миколайович
- Секретар ради: Дудка Наталія Василівна

### Керівний склад попередніх скликань
| Прізвище, ім'я, по батькові | Основні відомості                                                                     | Дата обрання | Дата звільнення |
| --------------------------- | ------------------------------------------------------------------------------------- | ------------ | --------------- |
| Плахота Юрій Миколайович    | Сільський голова, 1968 року народження, освіта середня загальна, безпартійний         | 26.03.2006   | 31.10.2010      |
| Плахота Юрій Миколайович    | Сільський голова, 1968 року народження, освіта середня загальна, член Партії регіонів | 31.10.2010   |                 |

Примітка: таблиця складена за даними сайту Верховної Ради України

### Депутати
За результатами місцевих виборів 2010 року депутатами ради стали:

#### За суб'єктами висування
| Суб'єкт висування | Кількість обраних депутатів | %   |
| ----------------- | --------------------------- | --- |
| Партія регіонів   | 12                          | 100 |

#### За округами
| № округу        | Прізвище, ім'я, по батькові      | Дата визнання обраним | Освіта             | Партійна приналежність | Відомості про обраного депутата   |
| --------------- | -------------------------------- | --------------------- | ------------------ | ---------------------- | --------------------------------- |
| Партія регіонів |                                  |                       |                    |                        |                                   |
| 1               | Дудка Григорій Петрович          | 01.11.2010            | середня            | член Партії регіонів   | тимчасово не працює               |
| 2               | Дурник Григорій Іванович         | 01.11.2010            | середня            | член Партії регіонів   | тимчасово не працює               |
| 3               | Пацьора Галина Григорівна        | 01.11.2010            | середня            | член Партії регіонів   | Мохнацька школа-сад, директор     |
| 4               | Дудка Лариса Іванівна            | 01.11.2010            | середня            | член Партії регіонів   | тимчасово не працює               |
| 5               | Ревун Костянтин Миколайович      | 01.11.2010            | середня            | член Партії регіонів   | ДП"Чорнобайрайавтодор", механік   |
| 6               | Тараненко Людмила Миколаївна     | 01.11.2010            | середня            | член Партії регіонів   | тимчасово не працює               |
| 7               | Черненко Олександр Олександрович | 01.11.2010            | середня            | член Партії регіонів   | тимчасово не працює               |
| 8               | Дудка Наталія Василівна          | 01.11.2010            | середня            | член Партії регіонів   | Мохнацька сільська рада, секретар |
| 9               | Шижгальова Любов Володимирівна   | 01.11.2010            | середня            | член Партії регіонів   | пенсіонер                         |
| 10              | Лісковець Лариса Михайлівна      | 01.11.2010            | середня спеціальна | член Партії регіонів   | СТОВ «Сула», кухар                |
| 11              | Івко Надія Миколаївна            | 10.01.2011            | середня спеціальна | член Партії регіонів   | Сільський клуб, завідувачка       |
| 12              | Калюжна Людмила Миколаївна       | 01.11.2010            | середня спеціальна | член Партії регіонів   | Мохнацька школа-сад, вихователь   |